# Tencent Pictures
Tencent Pictures (chiń. 腾讯影业; pinyin: téng xùn yǐng yè) – chiński dystrybutor filmów i firma produkcyjna należąca do Tencent. Tworzy filmy oparte na książkach, komiksach, serialach animowanych i grach wideo. W 2015 roku Tencent założył Tencent Penguin Pictures (w Szanghaju), nową jednostkę produkcji filmowej, koncentrującą się na dramatach online i inwestycjach mniejszościowych w filmy fabularne.